# Squacquerone
Lo squacquerone o squacquarone è un formaggio italiano di tipo fresco e cremoso, originario della Romagna. È uno dei principali prodotti con cui viene farcita la piadina romagnola, ed è inoltre utilizzato nel ripieno per i cappelletti. 

## Descrizione
Si tratta di un formaggio vaccino, a latte intero, a brevissima maturazione, simile alla crescenza, sebbene la pasta (di colore bianco) sia meno consistente per l'elevato tenore di acqua. È di latte pastorizzato, a pasta cruda, estremamente molle, cremoso e spalmabile. Il colore è bianco avorio e le note gustative sono tipicamente lattiche, con sapore dolce-acido.
A partire da questo prodotto tradizionale è stato definito lo Squacquerone di Romagna DOP, prodotto solo nella zona designata e nel rispetto del relativo disciplinare. 

## Etimologia
L'etimologia, di origine romagnola, si riferisce alla consistenza che si "squaglia" per l'elevata presenza di acqua.

## Preparazione
Si produce in modo simile alla crescenza, ovvero:
- aggiunta del caglio (previa addizione di fermenti per l'acidificazione) al latte a temperatura di 38-40 °C;
- ottenimento della cagliata e maturazione sotto siero per circa 90 minuti;
- nessuna cottura della pasta (come tutti i formaggi freschi e a rapida maturazione);
- rottura grossolana della cagliata;
- ulteriore espulsione del siero dalla cagliata tagliata e riposo;
- messa in stampo, breve stufatura e salatura, in tempi stretti (meno di 8 ore in tutto);
- maturazione per 4 giorni in ambiente refrigerato e con alta umidità, e consumo pressoché immediato.

## Uso
Si utilizza nel ripieno dei cappelletti e nel consumo diretto è molto apprezzato spalmato sulla piadina. L'abbinamento con la rucola (o coi fichi caramellati) è un luogo comune lanciato dai ristoratori alla fine del Novecento ma del tutto al di fuori della gastronomia tradizionale romagnola. 